# فرناندو دومينغوس دي مورا
فرناندو دومينغوس دي مورا (بالبرتغالية: Fernando Domingos de Moura‏) هو لاعب كرة قدم برازيلي في مركز الهجوم، ولد في 16 أبريل 1981 في غواروجا في البرازيل. لعب مع بورتوغيزا سانتيستا وموريرينسي ونادي أكاديميكا كويمبرا ونادي بيلينينسش ونادي فارزيم.

## وصلات خارجية
- فرناندو دومينغوس دي مورا على موقع قاعدة بيانات كرة القدم.إي يو (الإنجليزية)